# San Luis de Palenque
Pour les articles homonymes, voir San Luis et Palenque.
San Luis de Palenque est une ville colombienne, dans le département de Casanare.